# 綾部市立病院
綾部市立病院（あやべしりつびょういん）は、京都府綾部市にある医療機関。綾部市病院事業の設置等に関する条例（平成2年3月31日綾部市条例第3号）により設置された市立の病院である。指定管理者制度を採用し、公益財団法人綾部市医療公社が運営する。
1990年（平成2年）8月、それまで綾部市内で重要な役割を果たしてきたグンゼ病院の後を継ぐ形で綾部市が設立。綾部市内の医療の中心を担い続けている。2002年（平成14年）には、整備工事が完了。産婦人科などが設置され、現在に至る。地域周産期母子医療センター、へき地医療拠点病院である。

## 診療科目
- 内科
- 循環器科
- 消化器科
- 神経内科
- 呼吸器科
- 精神科
- 小児科
- 外科
- 整形外科
- 心臓血管外科
- 呼吸器外科
- 産婦人科
- 泌尿器科
- 眼科
- 耳鼻咽喉科
- 麻酔科
- 皮膚科
- 放射線科
- リハビリテーション科

## 院内設備
- 売店
- ATMコーナー
  - 京都銀行
  - 京都北都信用金庫

## 交通
- JR西日本 山陰本線 綾部駅北口より徒歩約10分。
- 綾部駅南口よりあやべ市民バスで市立病院前下車。

## 周辺の主な病院
- 国立病院機構舞鶴医療センター（舞鶴市）
- 舞鶴共済病院（舞鶴市）
- 舞鶴赤十字病院（舞鶴市）
- 市立舞鶴市民病院（舞鶴市）
- 市立福知山市民病院（福知山市）
- 綾部ルネス病院（綾部市）
- 京都協立病院（綾部市）